# Виларбасе
Виларбасе (итал. Villarbasse) је насеље у Италији у округу Торино, региону Пијемонт.
Према процени из 2011. у насељу је живело 2145 становника. Насеље се налази на надморској висини од 387 м.

## Становништво
| 1931. | 1936. | 1951. | 1961. | 1971. | 1981. | 1991. | 2001. | 2011. |
| ----- | ----- | ----- | ----- | ----- | ----- | ----- | ----- | ----- |
| 1.241 | 1.104 | 1.159 | 1.170 | 1.418 | 2.309 | 2.711 | 2.814 | 3.323 |